# Джаббарова, Фатьма Агаджаббар кызы
Фатьма Джаббарова Агаджаббар кызы (азерб. Fatma Ağacabar qızı Cabbarova; 7 ноября 1920, Баку — 29 ноября 2010, Баку) — советский азербайджанский диктор. Народная артистка Азербайджанской ССР (1990).

## Биография
Фатьма Джаббарова родилась 7 ноября 1920 года в городе Баку. В 1941 году она закончила Азербайджанский государственный педагогический институт. В 1950 году окончила Бакинский театральный институт.
В период с 1941 по 1991 годы работала в Азербайджанской государственной телерадиокомпании, где была диктором Азербайджанского радио. Она была ведущей передач на информационные, новостные, политические и литературные темы. Впервые в радиоэфире Азербайджана она представила произведения местных и мировых драматургов, а также выступала в радиокомпозициях.
29 ноября 2010 года Фатьма Джаббарова скончалась на 90-м году жизни.

## Звания и награды
- Почетное звание Заслуженная артистка Азербайджанской ССР  — 9 декабря 1966 года [4]
- Почетное звание Народная артистка Азербайджанской ССР — 8 мая 1990 года[5]
- Персональная пенсия Президента Азербайджанской Республики — 11 июня 2002[6]